# Freddie Scappaticci
Freddie Scappaticci   (Belfast, 12 de gener de 1946 - abril 2023) fou un membre de l'IRA Provisional, acusat de treballar per la intel·ligència britànica durant el conflicte nord-irlandès amb el nom en clau de Stakeknife.
Scappaticci va créixer a la zona de Markets, al sud de Belfast, fill de Daniel Scappaticci, un immigrant italià que va arribar a la ciutat als anys vint. El 1962, amb 16 anys, va estar en període de prova per fitxar pel Nottingham Forest, tot i que finalment va començar a treballar de paleta.

## Internal Security Unit de l'IRA
Va ser multat el 1970 per participar en aldarulls de l'aleshores efervescent conflicte nord-irlandès, un any després, va ser internat sense judici als 25 anys com a part de l'Operació Demetrius. Amb ell van compartir internament diverses figures que més tard es convertirien en destacats líders del moviment republicà, com Ivor Bell, Gerry Adams o Alex Maskey. Va ser alliberat el 1974, i es considera que aleshores ja formava part de l'IRA Provisional. El 1980, Scappaticci ja era un dels màxims responsables de la Internal Security Unit (ISU) del Comandament Nord de l'IRA, coneguda com la Nutting Squad. La ISU era una unitat que feia tasques de contraintel·ligència investigant filtracions d'informació i detectant infiltrats i informadors (coneguts com a "touts"). Mitjançant la ISU, Scappaticci va tenir un paper clau en la investigació interna de persones o operacions sospitoses d'estar compromeses. També en el control dels voluntaris de l'IRA que havien estat interrogats, i posteriorment alliberats, per la Royal Ulster Constabulary (RUC) i l'Exèrcit britànic, així com la fiscalització del procés d'incorporació de nous reclutes de l'IRA. Amb relació a aquestes activitats, s'han atribuït a Scappaticci diversos casos de segrest, tortura i assassinat. Algunes fonts detallen que els seus mètodes incloïen l'enregistrament de les confessions i les súpliques dels interrogats, com a prova que després es mostrava als seus familiars, un cop el sospitos era assassinat.

## La Force Reserch Unit britànica
Diverses informacions daten entre 1976 i 1978 el moment en què Scappaticci va començar a treballar pels britànics. L'exagent de la Force Research Unit (FRU) Ian Hurst, va escriure en un llibre del 2004 que Scappaticci es va convertir en agent de la intel·ligència de l'Exèrcit britànic a través de la FRU. El 2003 es va publicar que Scappaticci es va oferir com a informador el 1978 després de ser agredit en una discussió amb un membre de l'IRA.

### Controvèrsies
Segons Hurst, que en d'altres ocasions va escriure sota el pseudònim de Martin Ingram, el paper de Scappaticci com a informador va ser protegit per la FRU a través de la mort d'aquells que podrien haver-lo exposat o delatat com a agent britànic. En una entrevista del 1993, Scappaticci va donar detalls del modus operandi del Comandament Nord de l'IRA, i va revelar part del seu paper a l'organització paramilitar i al·legà, entre altres coses, que Martin McGuinness va estar relacionat amb la mort de Frank Hegarty, un voluntari de l'IRA assassinat com a informador per la propia organització el 1986. Des d'aleshores es va suposar que Scappaticci coneixia els detalls de l'assassinat d'Hegarty perquè, com a part de les seves funcions a la ISU de l'IRA, hauria estat implicat en l'interrogatori i l'execució d'Hegarty sobre una gran partida d'armes provinents de Líbia decomissada per la policia irlandesa, la Gardaí. Hurst va afirmar que Hegarty era un agent de la FRU.

## Investigacions
L'any 2004 John Stevens, comissari de la policia metropolitana que va investigar la connivència de la RUC i l'Exèrcit britànic amb paramilitars lleialistes en l'assassinat de l'estudiant protestant Brian Adam Lambert el 1987, i l'assassinat l'advocat Pat Finucane el 1989, va revelar que sabia de l'existència de Stakeknife, assenyalant que tenia la intenció de qüestionar Scappaticci com a part de la seva tercera investigació. L'any 2015, la fiscalia nord-irlandesa (Public Prosecution Service for Northern Ireland, PPS) va demanar al Servei de Policia d'Irlanda del Nord (PSNI) que investigués una "sèrie de possibles delictes" relacionats amb les "activitats de l'agent conegut com a Stakeknife". L'any 2016 es va posar en marxa l'anomenada Operació Kenova, una investigació independent sobre l'activitat i els delictes de Stakeknife. El gener de 2018, Scappaticci va ser detingut per la policia per delictes d'assassinat i segrest, però va ser posat en llibertat sota fiança. El 5 de desembre de 2018, el jutjat d'instrucció de Westminster va condemnar Scappaticci a 3 mesos de presó per la possessió d'"imatges pornogràfiques extremes" que li van ser trobades durant la investigació. L'any 2019 l'Operació Kenova va presentar proves a la fiscalia que acusaven diversos membres de l'MI5 britànic i el mateix Scappaticci per diversos delictes, però van ser rebutjades com a insuficients.